# 花沢
花沢（はなざわ）は静岡県焼津市北部にある地区。郵便番号は425-0001。

## 概要

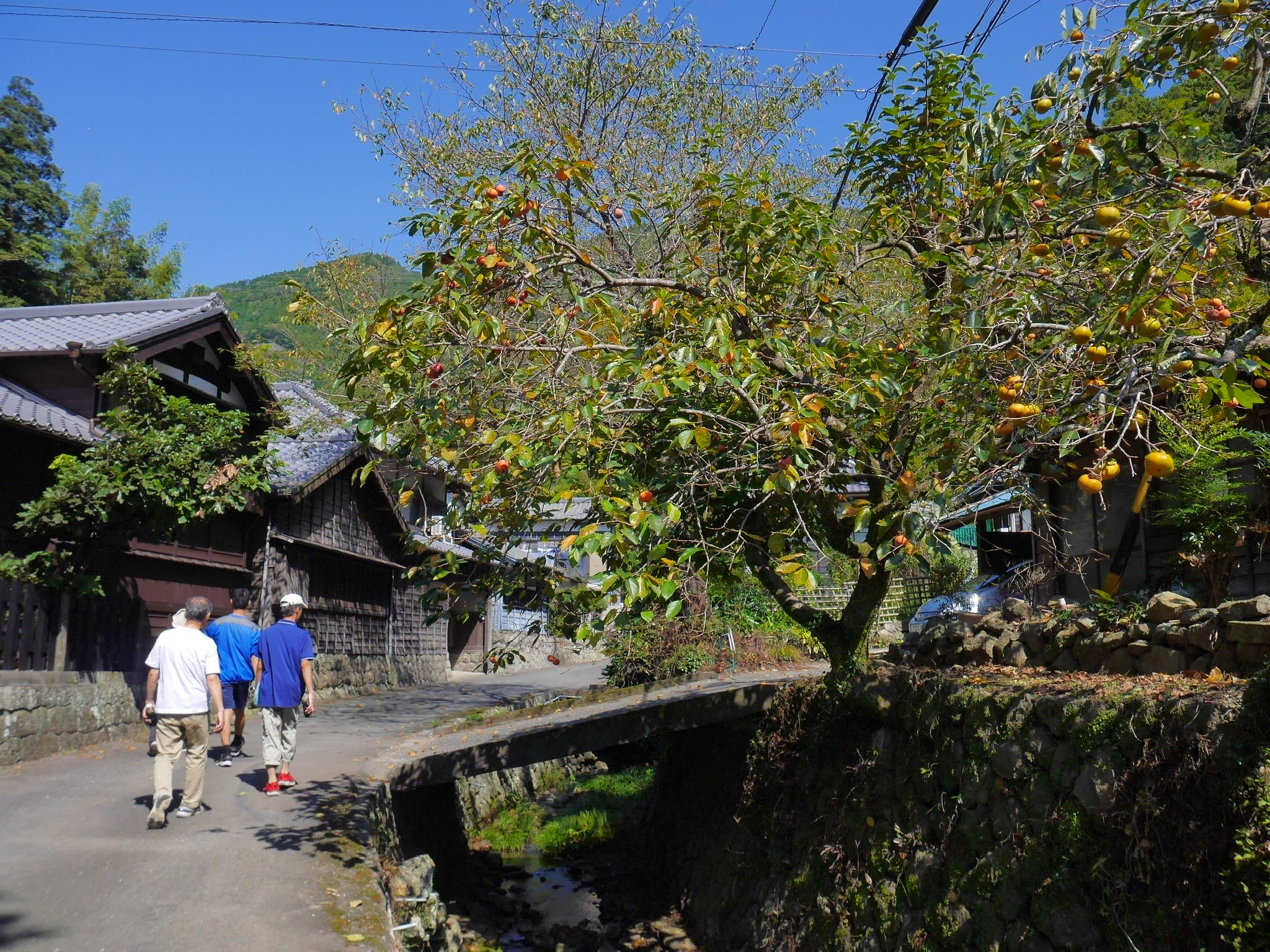
花沢の里（2021年10月14日）

焼津市北部、高草山や満観峰・花沢山などの、静岡市との境を画する山々に囲まれた地域である。
行政区画上では、南側の地区外に幾つかの飛地が存在し、花沢地区内にも「吉津」や「野秋」など、周辺地区の飛地を抱えている。中心地は、花沢川の谷に位置する約30戸ほどの集落で、人口は39世帯132人。
古い民家が多数現存し「花沢の里」と呼ばれ、国の重要伝統的建造物群保存地区に選定されている。